# Musculus auricularis superior
Der Musculus auricularis superior („oberer Ohrmuskel“) ist ein kleiner Hautmuskel des Kopfes und der größte der Ohrmuschelmuskeln. Er entspringt an der Galea aponeurotica und setzt an der vorderen Oberseite der Ohrmuschel an.
Bei Tieren, bei denen die Ohren deutlich beweglicher sind und eine größere Rolle in der Mimik und dem Sozialverhalten spielen („Ohrspiel“), sind mehrere obere Ohrmuskeln ausgebildet. Sie werden als Musculi auriculares dorsales bezeichnet. In diese Muskelgruppe ist ein kleines Knorpelblättchen – das sogenannte Scutum („Schild“) – eingelagert. Im Einzelnen sind dies:
- Musculus interscutularis
- Musculus parietoscutularis
- Musculus parietoauricularis.